# 揚北衆
揚北衆（あがきたしゅう）は、鎌倉時代から戦国時代にかけて越後北部に割拠した国人豪族のこと。揚北とは阿賀野川（揚河）北岸地域のことであり、阿賀北衆ともいう。

## 概要
出自に応じて、小泉庄（現在の村上市一帯）を所領とした秩父党、奥山庄（現在の胎内市一帯）を所領とした三浦党、加地庄（現在の新発田市一帯）を所領とした佐々木党、白河庄（現在の阿賀野市一帯）を所領とした大見党に分類される。阿賀北地域では、鎌倉時代に武蔵の秩父氏、相模の三浦氏、近江の佐々木氏、伊豆の大見氏らの豪族が荘園の地頭として越後に入国し、それぞれの所領を治めていた。時代がたつにつれて、彼らの末裔（）は地域支配を強化し、各領地の地名を苗字とする国人に成長していき、揚北衆と呼ばれるようになった。具体的に秩父氏は本庄氏（宗家）、色部氏、鮎川氏、三浦氏は中条氏（宗家）、黒川氏、佐々木氏は加地氏（宗家）、新発田氏、竹俣氏、五十公野氏、大見氏は安田氏（宗家）、水原氏、下条氏に分かれた。垂水氏は相模の河村氏が国衙領であった荒川保（現在の関川村一帯）の地頭に任命されて越後に入国し、室町時代に垂水氏を称するようになったとされ、大川氏については詳細は不明だが、土豪出身であると考えられる。
「揚北衆」という言葉が記録上に出現するのは、戦国時代初期の永正年間であるが、実際の成立は文明年間頃と推定されている。揚北衆は鎌倉時代からこの地を治めてきたという意識からか独立性が強く、南北朝時代以降越後を支配するようになった守護の上杉氏や守護代の長尾氏とはしばしば対立し、室町時代から戦国時代中期における越後の政情の不安定要因の一つとなった。
享禄4年（1531年）に小泉庄を巡って競合していた本庄房長・色部勝長・鮎川清長・小河長資（房長の実弟）は盟約を結んで協力を決めた。やがて、上杉定実の養子縁組問題（天文の乱）からこれを支持する中条藤資これに反対する本庄房長・色部勝長・鮎川清長の連合軍が争うが、天文8年（1539年）に小川長資が藤資と通じて本庄氏の家督を狙って挙兵、鮎川清長の離反もあって房長は憤死した。その後、天文20年（1551年）に房長の遺児である千代猪丸（後の繁長）が長資を滅ぼして本庄氏の家督を取り戻した。しかし、この事件は本庄繁長と鮎川盛長という次世代の間の遺恨として残った。同じ頃に奥山庄を巡って中条氏と黒川氏も対立を深めている。こうした一連の争いによって、揚北衆は分裂、独立性は衰退する。こうした中で長尾景虎（上杉謙信）が戦国大名としての地位を確立し、揚北衆はその従属下に置かれることになる。
上杉謙信は揚北衆の伝統的な立場を尊重しつつも、彼らの紛争に対しては解決に主導的な役割を果たすことで彼らの信頼を得た。一方で、揚北衆に越後府中への在府を求め、彼らを軍事的に動員することで、その家臣団として組み込まれていった。上杉家臣団の中でも独特の存在感と強大な軍事力を誇り、軍役帳などから上杉軍の全兵力の約3割を占めていたとされる。特に第四次川中島の戦いでの揚北衆の活躍はめざましく、色部勝長・安田長秀・中条藤資・垂水源二郎（荒川長実）の4名は上杉謙信から血染めの感状を賜っている。
しかし、長尾氏（上杉氏）傘下に入った後も、揚北衆内部の対立は解消されたわけではなかった。永禄11年（1568年）に発生した本庄繁長の乱は、一般的には武田信玄の工作や長尾藤景との対立によるものとされているが、根本的な原因としては本庄繁長と鮎川盛長の確執にあるとされ、盛長によって繁長が陥れられたとする伝承も伝えられている。また、乱の鎮圧に活躍した新発田長敦・重家兄弟が謙信の信頼を受けて揚北衆の主導的な立場を占めていたが、これに反発する動きも生じていた。御館の乱後の天正8年（1580年）に本庄繁長が再び挙兵して鮎川盛長を攻撃する。しかし、今回は新発田重家が鮎川救援に駆けつけると、竹俣慶綱や色部長実ら先の繁長の反乱鎮圧で活躍した諸将が繁長救援に駆けつける展開となり、揚北衆全体を巻き込む事態となった。これが後の新発田重家の乱の伏線になった可能性が考えられる。
新発田重家の乱によって新発田氏・五十公野氏は滅ぼされ、藤島一揆への関与が疑われた本庄氏も追放された（後に帰参）。多くの一族は主家の移封（会津→米沢）に従って土地を離れ、米沢藩に仕えた。中でも本庄氏、色部氏、中条氏、竹俣氏は藩内の家格で最上位の侍組分領家に属して家老などの重職を出し、藩の中枢を担った。垂水氏は江戸時代前期に本多政重の家臣となって加賀藩に仕えた。
なお、室町時代から白河庄（阿賀野市）を所領とした山浦氏（山浦景国など：笹岡城）と千坂氏（千坂景親など：鉢盛城）については、山浦氏は越後守護上杉家庶流であり、千坂氏は元は犬懸上杉家の家臣団筆頭（一説では犬懸上杉家庶流）で、越後に来てからは越後守護上杉家の四家老家の一つとして長尾氏と同格の家柄であったため、揚北衆には含まれない。

## 主な一族
大川氏（村上市：藤懸城）
大川忠秀 - 長秀
本庄氏（村上市：本庄城、猿沢城）
本庄時長 - 房長 - 繁長
鮎川氏（村上市：大葉沢城）
鮎川藤長 - 清長 - 盛長 - 秀定
色部氏（村上市、粟島浦村、関川村：平林城）
色部昌長 - 憲長 - 勝長 - 顕長＝長真（顕長弟） - 光長
垂水氏（関川村：垂水城）戦国期は色部氏配下。
垂水左衛門尉 - 源二郎（荒川長実） - 源太左衛門 - －左衛門
中条氏（胎内市：鳥坂城、江上館）
中条藤資 - 景資＝景泰（吉江景資の子） - 三盛
黒川氏（胎内市：黒川城）
黒川清実 - 実氏 - 為実(本庄繁長の娘婿)
新津氏（新潟市：新津城）
新津勝資 - 秀祐
加地氏（新発田市：加地城）
加地春綱 - 秀綱 - 景綱
新発田氏（新発田市：新発田城）
新発田綱貞 - 長敦＝重家（長敦弟）
竹俣氏（新発田市川東地区：竹俣城）
竹俣清綱 - 為綱＝昌綱（為綱弟、分家初代） - 慶綱（為綱嫡男） - 勝綱＝利綱
五十公野氏（新発田市五十公野地区：五十公野城）
五十公野景家 - 弘家＝治長＝信宗
大見安田氏（阿賀野市：安田城）
安田実秀 - 長秀 - 有重＝堅親(河田元親三男)
水原氏（阿賀野市：水原城）
水原政家 - 隆家 - 実家 - 満家＝親憲（大関親信の子）
下条氏（阿賀野市：下条城）
下条実親＝忠親（河田元親次男）